# Palindiona ouocco
Palindiona ouocco är en fjärilsart som beskrevs av Dyar 1914. Palindiona ouocco ingår i släktet Palindiona och familjen nattflyn. Inga underarter finns listade i Catalogue of Life.